# Jorn Bjorn Augestad
 (octobre 2019).
Jorn Bjorn Augestad (en norvégien : Jørn Bjørn Augestad), né le 12 novembre 1989 à Stavanger, est un voyageur, aventurier et blogueur norvégien dont les projets de voyage ont suscité de nombreux commentaires,. Il est actuellement le 7ème plus jeune au monde à avoir visité tous les pays.
Augestad a un blog appelé « 201 countries » où il documente ses voyages à travers tous les pays du monde et cela avant ses trente ans,,. Les experts en sécurité ont décrit ses plans comme naïfs et dangereux, car ils incluront des zones de guerre. Cependant, Augestad a qualifié ces avertissements comme exagérés.
Augestad est retourné rendre visite à ses parents en décembre 2018  Il avait alors déclaré aux journalistes norvégiens qu'il ne lui restait que sept pays à visiter, avant son anniversaire en mars 2019. Ces sept pays étaient la Guinée équatoriale, Sao Tomé- et- Principe, le Cap-Vert, le Népal, le Bhoutan, le Bangladesh et les Seychelles .
Le 13 mars 2019, il a atteint son objectif en voyageant au dernier pays qui lui restait, les Seychelles, devenant ainsi le plus jeune norvégien à avoir visité tous les pays du monde.
En tant qu'invité d'une mission de la télévision norvégienne TV2 God Morgen Norge, il a souligné que « les gens sont bien dans tous les pays et qu'il souhaite continuer à voyager ».